# マッダレーナ・ドーニの肖像
『マッダレーナ・ドーニの肖像』（マッダレーナ・ドーニのしょうぞう、伊: Ritratto di Maddalena Strozzi, 英: Portrait of Maddalena Doni）は、盛期ルネサンスのイタリアの巨匠ラファエロ・サンツィオが1504年から1507年ごろに制作した肖像画である。油彩。1504年1月31日にフィレンツェの裕福な毛織物商人であるアーニョロ・ドーニ（Agnolo Doni, 1474年-1539年）と結婚したマッダレーナ・ストロッツィ （Maddalena Strozzi, 1489年-1540年）を描いている。『アーニョロ・ドーニの肖像』（Ritratto di Agnolo Doni）の対作品として制作された。レオナルド・ダ・ヴィンチの強い影響がうかがえる作品で、ジョルジョ・ヴァザーリによっても言及されている。肖像画の裏面にはギリシア神話のデウカリオンの洪水神話を主題とする神話画が描かれている。現在はフィレンツェのウフィツィ美術館に所蔵されている。

## 制作経緯

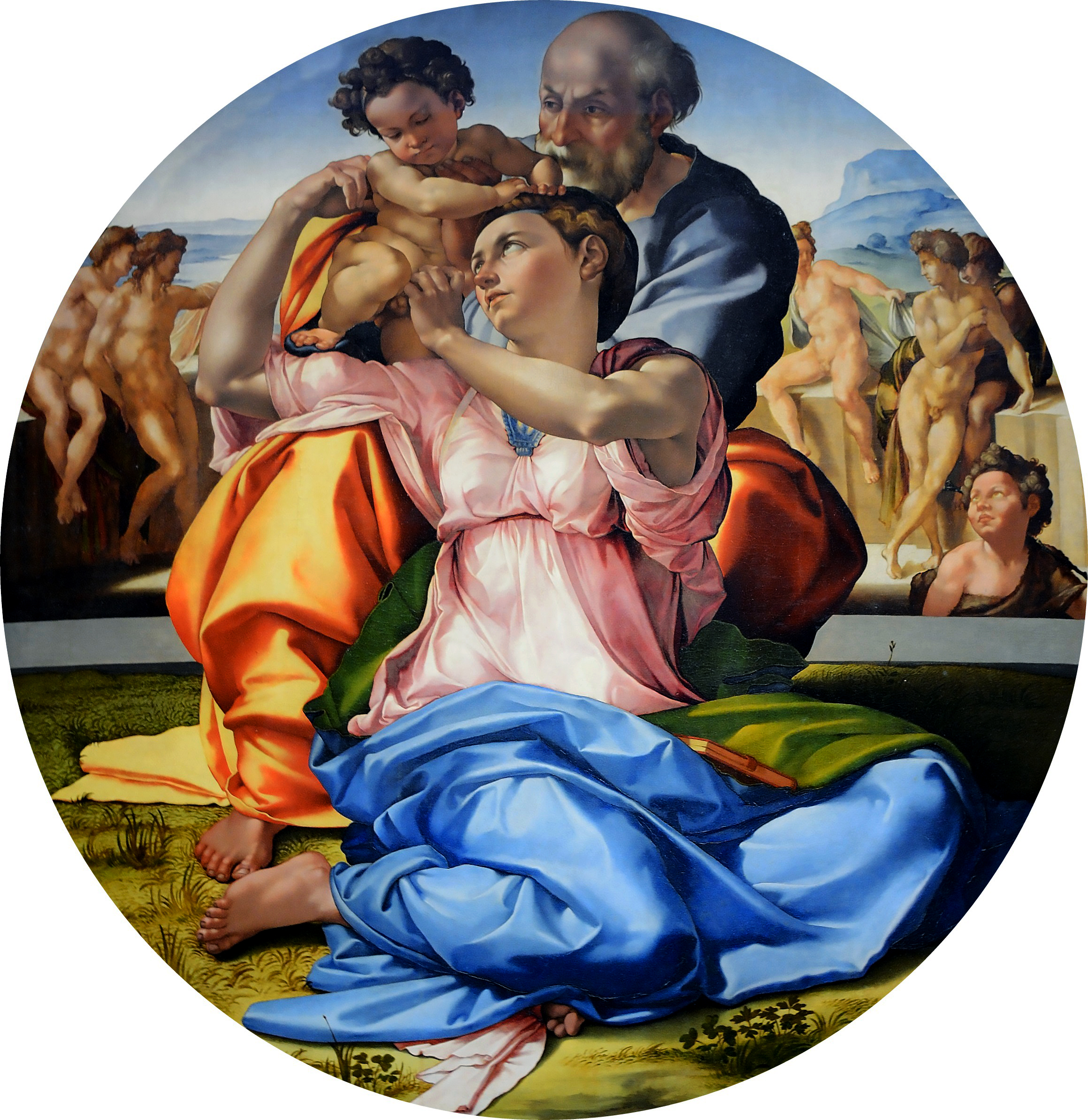
ミケランジェロ・ブオナローティの『聖家族』。1505年から1506年ごろ。ウフィツィ美術館所蔵。

マッダレーナはフィレンツェの名門ストロッツィ家の出身で、ジョヴァンニ・ストロッツィ（Giovanni Strozzi）の娘として生まれた。1504年1月に10歳年上のアーニョロ・ドーニと結婚したとき彼女は15歳であった。肖像画はアーニョロによって、おそらく2人の結婚を祝うためにラファエロに発注された。ジョルジョ・ヴァザーリによると「ラファエロがフィレンツェに住んでいる間、アーニョロ・ドーニは金使いについて非常に慎重な男であったが、出来うる限り倹約に励んでいたにもかかわらず、絵画や彫刻の作品を購入するために大いに喜んで散財し、ラファエロに彼自身と妻の肖像画を制作するように依頼した。これらの作品はフィレンツェのカント・デッリ・アルベルティ（Canto degli Alberti）近くのティントーリ通りにあるアーニョロの最も美しく快適な住宅で、彼の息子であるジョバンニ・バッティスタ（Giovan Battista）の所有物として見ることができる」。アーニョロはまた、フラ・バルトロメオやミケランジェロ・ブオナローティのパトロンとしても知られ、特にミケランジェロの円形の絵画『聖家族』（Tondo Doni）を依頼した。ミケランジェロの『聖家族』はレオナルド・ダ・ヴィンチの『聖アンナと聖母子』の影響を受けて描かれ、完成まで仕上げられたミケランジェロ唯一のタブロー画である。同様に本作品もレオナルド・ダ・ヴィンチの影響を受けており、1501年から1506年のフィレンツェを舞台として、盛期ルネサンスの三大巨匠レオナルド、ミケランジェロ、ラファエロが異なる形でフィレンツェの一族にかかわった作品として有名である。この他にボルゲーゼ美術館所蔵の『一角獣を抱く貴婦人』（La Dama col liocorno）や、その準備素描と考えられているルーヴル美術館所蔵の素描『若い女性の肖像』（Portrait of a Young Woman Raphael）は、マッダレーナを描いたものとする説がある。

## 作品
| 夫婦の収蔵画は対幅として制作された。 |  | 夫婦の収蔵画は対幅として制作された。 |
| 夫婦の収蔵画は対幅として制作された。 |  |                                      |

ラファエロはふっくらと丸い肩をしたマッダレーナを描いている。マッダレーナはウンブリア地方の広大な風景を背に肘掛け椅子に座り、肘掛けに左腕を乗せ、その上に右手を軽く置いている。夫アーニョロは宝石の収集家としても知られ、この肖像画でも大粒の宝石をあしらったペンダントがマッダレーナの胸元を飾っている。このペンダントは寝そべったユニコーンの像と3種の宝石（ルビー、エメラルド、サファイア）および吊り下げられた真珠で構成されており、処女の純潔と夫婦の忠実さを暗示している。
マッダレーナはピラミッド型の構図の4分の3正面像として描かれている。加えて両手の仕草は明らかにルーヴル美術館に所蔵されているレオナルド・ダ・ヴィンチのほぼ同時期の傑作『モナ・リザ』から影響を受けている。少なくとも1504年の終わりごろには、ラファエロはフィレンツェで『モナ・リザ』を研究することができたと考えられている。このように人物の構図の点でレオナルド・ダ・ヴィンチと非常に密接に結びつく一方、人物や風景の描写ではレオナルド・ダ・ヴィンチから距離をとっている。ラファエルは堅実で明確なアプローチを好み、師であるピエトロ・ペルジーノや、ハンス・メムリンクなどの15世紀後半のフランドルの画家たちの影響にしたがっている。その結果『モナ・リザ』よりも人物像の背後にある地平線を低くし、人物像を強く前面に押し出している。
制作年代は、一般的に彫刻家フランチェスコ・デル・タッソと画家モルト・ダ・フェルトレがドーニの新婚の寝室の調度品を完成させた1504年から1506年の間のいずれかに位置づけられている。

## 神話画

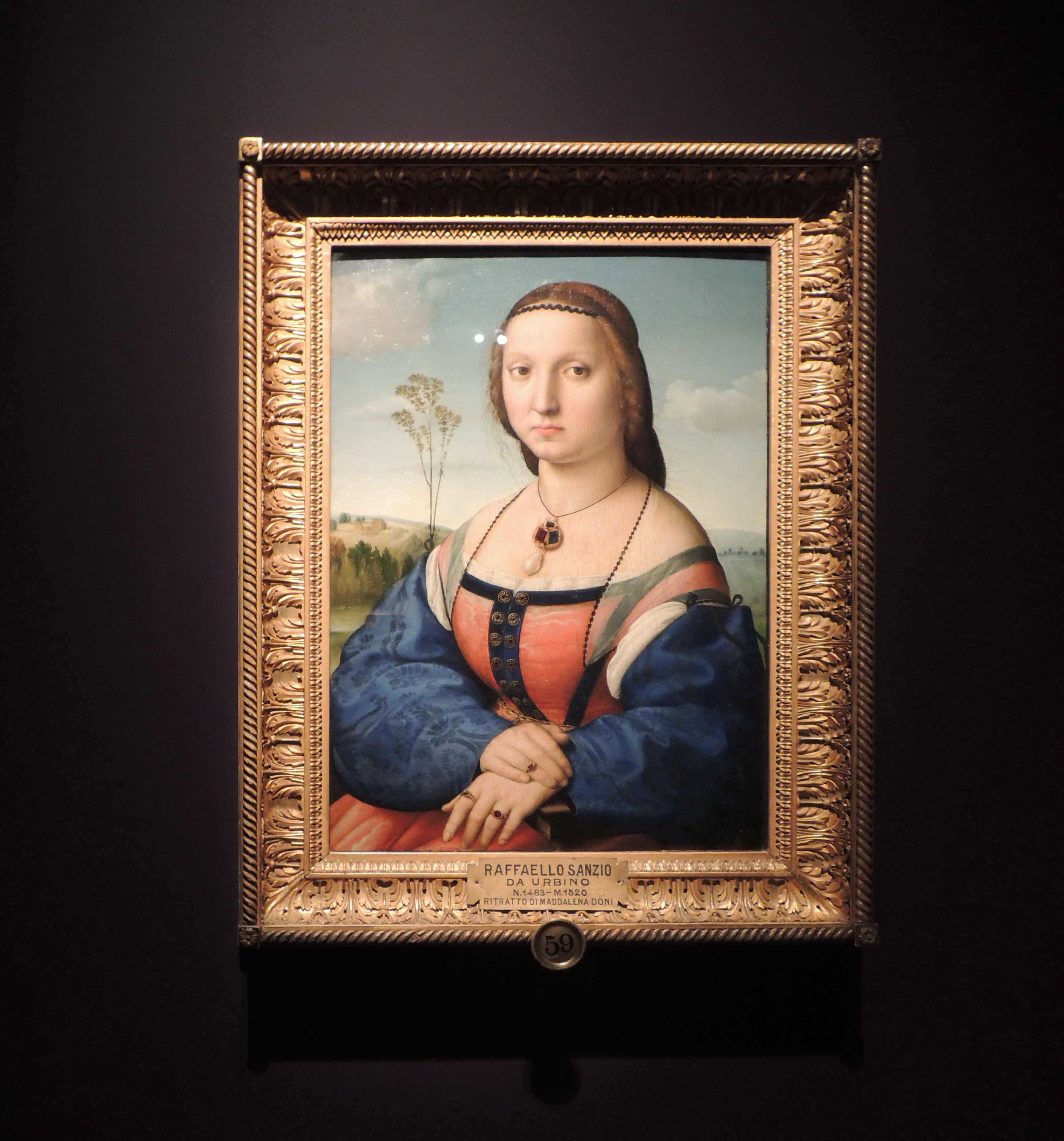
2016年のプーシキン美術館での展示。

夫婦の肖像画は対作品として描かれ、元々は対幅を形成し、蝶番で保持されていた。裏側にはグリザイユで神話画が描かれ、肖像画を閉じると見ることができた。主題はオウィディウスの『変身物語』から取られており、アーニョロの肖像画の裏にはデウカリオンの洪水神話が、マッダレーナの肖像画の裏にはデウカリオンとピュラによる人類再生の物語が描かれた。オウィディウスによると、洪水を生き延びたデウカリオンとピュラは、ゼウス（ローマ神話のユピテル）の命令で肩越しに石を投げた。するとデウカリオンが投げた石は男になり、ピュラが投げた石は女になった。主題は豊饒ないし繁殖をテーマとしており、この点は肖像画が若い夫婦の結婚のために依頼されたとする多くの研究者の説を補強しているが、特に1507年9月に最初の子供が生まれるまで数回の流産に苦しんだアーニョロ・ドーニ夫妻にとって重要であったと考えられている。グリザイユは伝統的に二連祭壇画や三連祭壇画の板絵の背面にモノクロの装飾を施したフランドルの様式を反映しており、15世紀から16世紀にかけてフィレンツェで流行した。制作者は美術史家フェデリコ・ゼーリによって、セルミドの師匠として知られる画家であると特定されている。

## 来歴
肖像画は数世紀にわたってティントーリ通りのドーニ家にあり、ヴァザーリをはじめ、1584年に美術史家ラファエロ・ボルギーニ、1667年にジョヴァンニ・チネッリ（Giovanni Cinelli）によって記録された。その後、トスカーナ大公レオポルド2世は1826年にドーニ家の子孫から肖像画を購入し、ピッティ宮殿のパラティーナ美術館の絵画コレクションに加えた。肖像画は長年にわたってパラティーナ美術館に所蔵されたが、2018年以降はウフィツィ美術館に移されている。

## ギャラリー
同時代のラファエロの肖像画

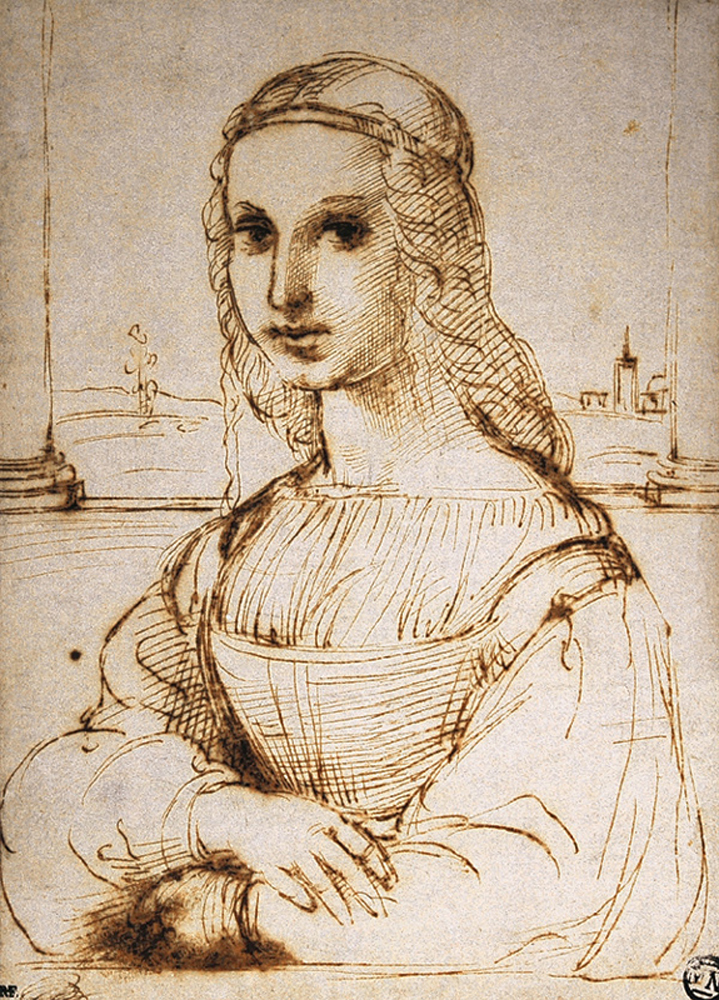
素描『若い女性の肖像』1505年ごろ ルーヴル美術館所蔵
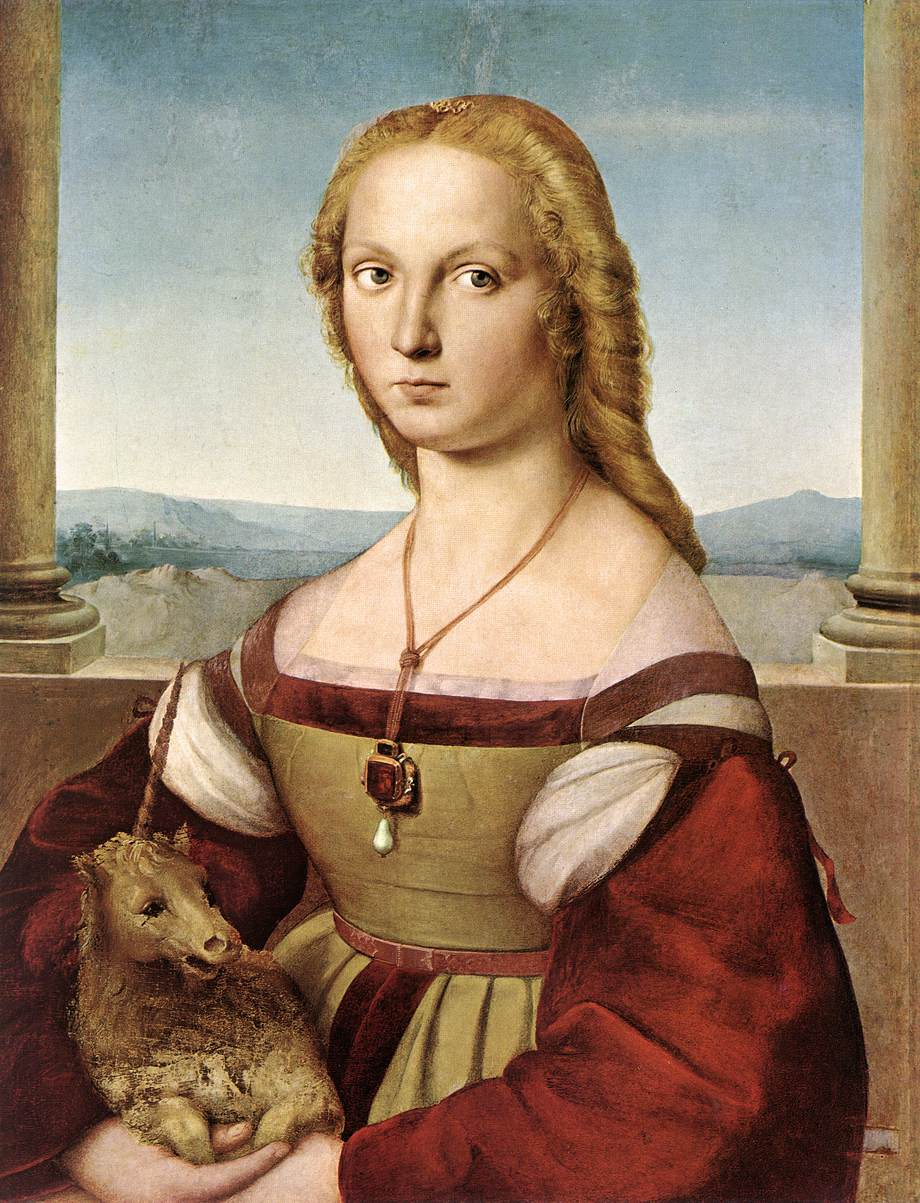
『一角獣を抱く貴婦人』1506年ごろ ボルゲーゼ美術館所蔵
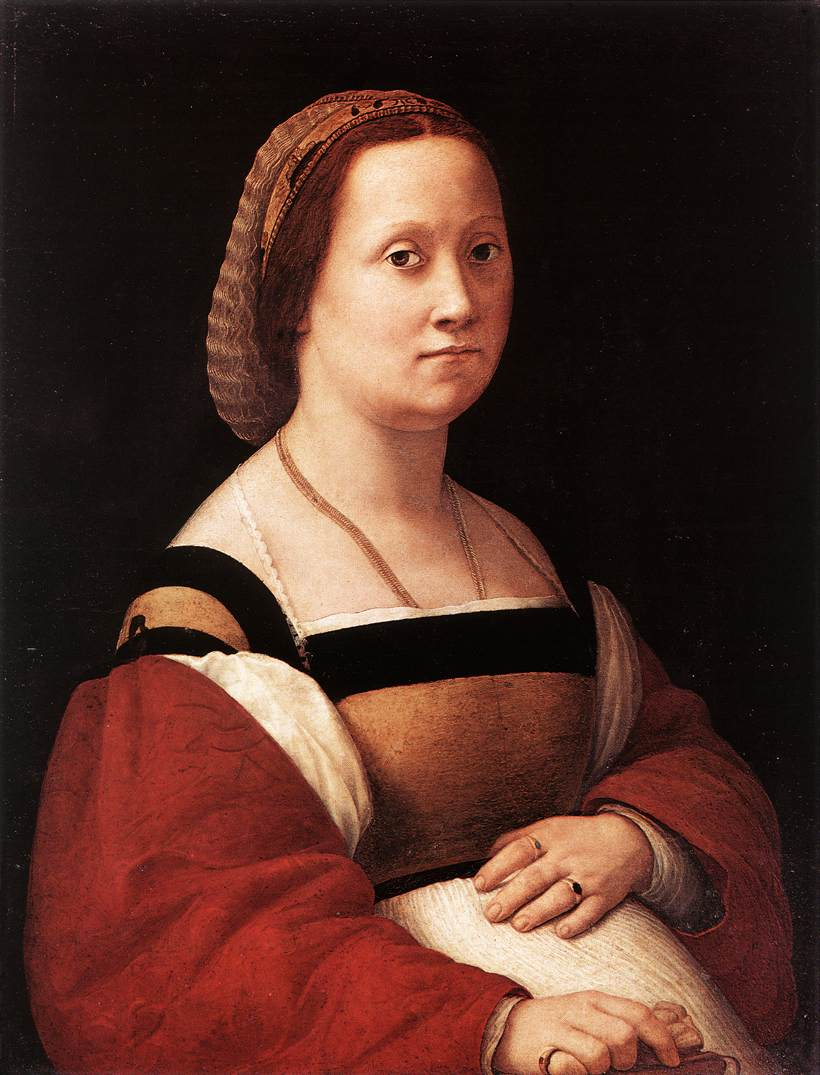
『妊婦の肖像』1505年-1506年ごろ パラティーナ美術館所蔵
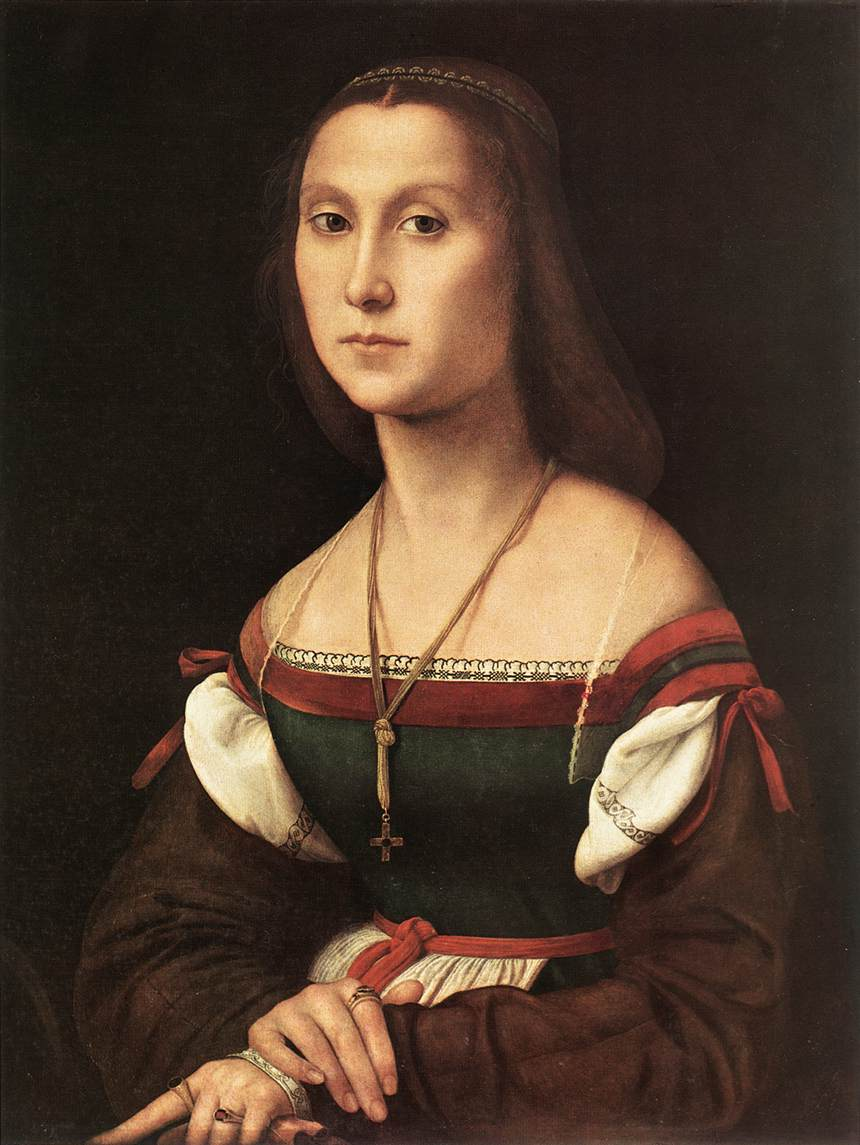
『無口な女』1504年-1507年ごろ ウフィツィ美術館所蔵